# Kleinklöpfach
Kleinklöpfach ist ein Gemeindeteil von Leiblfing im niederbayerischen Landkreis Straubing-Bogen.
Die Einöde auf dem Gebiet des Standortübungsplatzes der Gäubodenkaserne ist verfallen. Sie liegt knapp vier Kilometer nordwestlich des Ortskerns von Leiblfing und 1,3 Kilometer südlich von Großklöpfach, dem früheren Klöpfach.
Kleinklöpfach war ein Gemeindeteil der Gemeinde Eschlbach, die am 1. April 1971 nach Leiblfing eingemeindet wurde.